# Square Emmanuel-Fleury
Le square Emmanuel-Fleury  est un square du 20e arrondissement de Paris.

## Situation et accès
Le square se trouve entre la rue Le Vau à l'ouest, la rue de Noisy-le-Sec au nord, le boulevard périphérique à l'est, et le groupe scolaire de la rue Le Vau au sud. Il est accessible par la rue Le Vau.
Ce site est desservi par la ligne 3 à la station de métro Porte de Bagnolet.

## Origine du nom
Le square porte le nom d'Emmanuel Fleury (1900-1970), syndicaliste et résistant français.

## Historique
Créé en 1973, le square s'étend sur 23 368 m2. Le square est composé de massifs fleuris (plantes de terre de bruyère, des vivaces et des rosiers) et d'une grande variété d'arbres : des cerisiers à fleurs, des peupliers Bolleana, un pin mugho au port buissonnant, un séquoia géant, un tulipier…
Des travaux ont été entrepris afin de restaurer un écosystème. Une mare d'une centaine de mètres cubes a été créée en 2007. Courant 2007, le square a obtenu le label « espaces verts écologiques » décerné par ÉCOCERT.